# Lascaux
Lascaux è un comune francese di 179 abitanti situato nel dipartimento della Corrèze nella regione della Nuova Aquitania.
Le famosissime Grotte di Lascaux non sono nel comune di Lascaux, ma nel comune di Montignac.

## Società

### Evoluzione demografica
Abitanti censiti